# زورخانه پوریای ولی
زورخانه پوریای ولی مربوط به اواخر دوره قاجار است که در شهرستان گناباد، بخش مرکزی، روستای بیلند واقع شده و این اثر در تاریخ ۱۹ مرداد ۱۳۸۴ با شمارهٔ ثبت ۱۲۹۳۹ به‌عنوان یکی از آثار ملی ایران به ثبت رسیده است.